# Społeczeństwo produkcyjne
Społeczeństwo produkcyjne – to społeczeństwo, którego struktura społeczna, system wartości, charakter społeczny jednostek kształtowane są przez działalność nieantagonistyczną: produkcję i handel.
Pojęcie wprowadzone przez Herberta Spencera, przeciwieństwo społeczeństwa militarnego i postidustrialnego. Spencer wychodził z założenia, że w sytuacji, gdy wygasają konflikty między społeczeństwami typowe zwłaszcza dla dawniejszych dziejów ludzkości, to społeczeństwo zwycięży, które najlepiej przystosuje swą organizację do produkcji. Oznacza to m.in.:
1. Uwolnienie działalności gospodarczej spod podporządkowania działalności militarnej
2. Decentralizację władzy i egalitaryzację struktury społecznej. Władza traci charakter despotyczny a często uzyskuje formy władzy przedstawicielskiej. Armia i władza służą społeczeństwu a nie społeczeństwo władzy.
3. Ochrona życia, wolności i własności jednostki, które dominują nad interesem społeczeństwa.
4. Kształtowanie takich wartości, ideałów religijnych i moralnych, które sprzyjają cnotom produkcyjnym, pracowitości, pokojowego nastawienia do innych, zdolności przebaczania.

Społeczeństwo to charakteryzuje się systemem współdziałania dobrowolnego, opartego na kontrakcie.